# Silvitettix aphelocoryphus
Silvitettix aphelocoryphus is een rechtvleugelig insect uit de familie veldsprinkhanen (Acrididae). De wetenschappelijke naam van deze soort is voor het eerst geldig gepubliceerd in 1971 door Jago.